# Ascorhynchus bacescui
Ascorhynchus bacescui is een zeespin uit de familie Ascorhynchidae. De soort behoort tot het geslacht Ascorhynchus. Ascorhynchus bacescui werd in 1975 voor het eerst wetenschappelijk beschreven door Stock. 